# Wulvenhorst
Wulvenhorst, ook wel Wulverhorst, was een kasteel en adellijk huis bij Woerden in de Nederlandse provincie Utrecht. Het kasteel was naamgever van de heerlijkheid, het voormalig waterschap én de voormalige gemeente Wulverhorst. Sinds 1671 waren huis en heerlijkheid niet langer in één hand.

## Kasteel
Het kasteel Wulvenhorst lag ten noorden van Linschoten op de oeverwal van het riviertje de Linschoten. Het zand van de geulafzettingen van de Linschoterstroom was een geschikte basis voor het kasteel. Het was gesitueerd tussen de vijver en de boomgaard ten noorden van de huidige boerderij Wulvenhorst.
Tijdens de Hoekse en Kabeljauwse twisten fungeerde het als voorpost van Montfoort wat tot gevolg had dat het in 1418 verwoest werd en tot een ruïne verviel.

## Bewoners en bezitters
In 1271 overleed de eerst bekende eigenaar van het kasteel, ridder Giselbertus Ruscus. In 1341 koopt ridder Ernst van Wulven van der Horst het kasteel, dat vervolgens zijn naam krijgt, samengevoegd tot Wulvenhorst. In 1342 verwerft hij ook de lage rechtspraak in enkele gerechten rond het kasteel. In 1345 sticht Ernst met enkele medeparochianen een kapel bij het kasteel dat toen onder de parochie Woerden viel. Na de verwoesting van het kasteel was deze kapel in 1421 dusdanig in verval geraakt dat de Utrechtse bisschop Frederik van Blankenheim op verzoek van  Jan II burggraaf van Montfoort de vicarie als eeuwige kapelanie overbracht op een altaar in de kerk van Montfoort.
Een dochter van Ernst, Machteld, trouwt met Jan Aelman; een andere dochter, Lutgard, trouwt met Gerrit van Polanen, zoon van Jan I van Polanen. Na zijn dood hertrouwt ze met Gijsbert van Nijenrode die rond 1382 leenman van de bisschop van Utrecht is wegens Wulvenhorst. In 1394 wordt Lutgard er zelf mee beleend, onder hulderschap van haar zoon Alfert van Polanen. In 1412 wordt Lutgards zoon Willem van Polanen beleend met Wulvenhorst. In de leenregisters wordt het goed omschreven als Dat huys ten Wulvenhorst mitten hofsteden, ... .

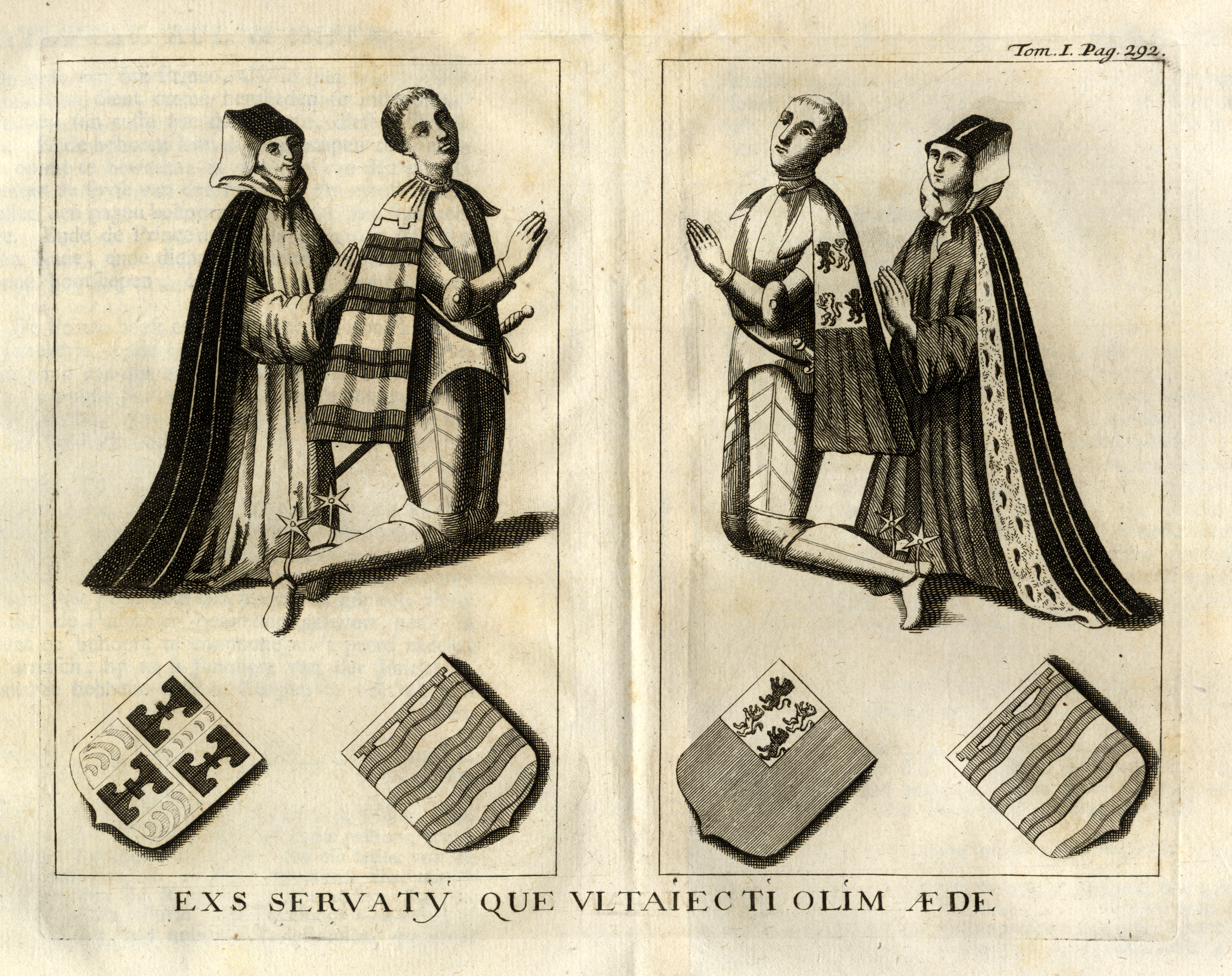
Links: Ernst van Wulverhorst en Margriet van Zuilen. Rechts: Jan Aelman en Mechteld van Wulverhorst (dochter van het linkerpaar).

In 1416 of 1417 worden het kasteel, leenmannen en enige andere goederen en rechten door Willem van Polanen verkocht aan zijn neef, Jan II van Montfoort, burggraaf van Montfoort. Tijdens de Hoekse en Kabeljauwse twisten wordt het kasteel in 1418 verwoest en het blijft daarna een ruïne.
De Van Montfoorts en later de Merodes houden de ruïne en de overige bezittingen tot 1649/1650 in hun bezit, wanneer zij de ruïne met omliggende landerijen en enkele heerlijkheden verkopen aan de Engelsman John Webster. Deze vestigde zich in de dwarshuisboerderij ten zuiden van de ruïne, die hij vervolgens ingrijpend vergrootte en verfraaide. Deze boerderij werd voortaan het Huis te Wulverhorst genoemd.Na zijn overlijden in 1671 wordt het bezit gesplitst in huis en heerlijkheid. De ambachtsheerlijkheid Wulverhorst komt in bezit van de Amsterdammer Justus Bake en zich 'Heer van Wulverhorst'. Na diens overlijden erft zijn zoon, de dichter Laurens Bake de heerlijkheid.
De laatste eigenaar van het huis was Thomas Willem van Oudheusden (1810-1881), die kort na verwerving het landhuis in 1837 laat slopen.

## Rijksbescherming
Het terrein is sinds 1968 rijksbeschermd onder nummer 45622. In het terrein bevinden zich ondergrondse muurresten van het kasteel uit de dertiende eeuw. Het enig zichtbare is het zuidelijke gedeelte van de middeleeuwse slotgracht, thans vergraven tot een vijver. In 2003 is in opdracht van RCE een archeologisch onderzoek uitgevoerd. Naar aanleiding van de booronderzoeken heeft men besloten het te beschermen terrein te verkleinen. Het terrein heeft een landbouwbestemming en bestaat uit grasland.
Sinds 1973 is onder monumentennummer 25993 de langhuisboerderij met bijgebouw met halve vensters uit de achttiende eeuw rijksbeschermd. Even als het hek, de stenen pijlers en het botenhuis. Onder nummer 25994 is sinds 1973 de achttiende-eeuwse boerderij met rieten zadeldak en een voorgevel met vlechtingen rijksbeschermd.
Kasteel Ter Aa (Breukelen) ·
Aastein ·
Slot Abcoude ·
Amaliastein ·
Nieuw-Amelisweerd ·
Oud-Amelisweerd ·
Kasteel Amerongen ·
Kasteel Batestein (Harmelen) ·
Kasteel Batestein (Vianen) · 
De Beest ·
Bergestein ·
Beverweerd ·
Blasenburg ·
Blikkenburg ·
Blommesteyn ·
Bolenstein ·
Bolsweerd ·
Bottestein ·
Kasteel Broekhuizen ·
Bruinenburg ·
Huis Cammingha ·
Clarenborg ·
Coelhorst ·
De Batau ·
Dompselaer ·
Huis Doorn ·
Drakenburg (kasteel) ·
Drakensteyn ·
Kasteel Duurstede ·
Huis Ter Eem ·
Eijkelenburg ·
Emmickhuizen ·
Den Engh ·
Essenstein ·
Everstein (Everdingen) ·
Everstein (Jutphaas) ·
Den Eyck ·
Galesloot ·
Kasteel Geerestein ·
Gildenborgh ·
Kasteel Ten Goye ·
Grauwert ·
Grijpestein ·
Groenestein (Langbroek) ·
Kasteel Groeneveld (Baarn) ·
Groenewoude (Woudenberg) ·
Gunterstein ·
Kasteel de Haar ·
Kasteel Hagestein ·
Hamtoren ·
Kasteel Hardenbroek ·
Huis Harmelen ·
Ridderhofstad Heemstede ·
Kasteel Heemstede ·
Heimenberg ·
Heimerstein ·
Huis Herlaar ·
Ter Heul ·
Heulestein ·
Hindersteyn ·
Kasteel Ter Horst (Achterberg) ·
Isselt ·
Kasteel IJsselstein ·
Jagenstein ·
Kersbergen ·
Killestein ·
Kronenburg (kasteel) ·
Kasteel Levendaal ·
Lichtenberg (Woudenberg) ·
Lievendaal (Amerongen) ·
Landgoed Linschoten ·
Kasteel Linschoten ·
Lockhorst ·
Kasteel Loenersloot ·
Kasteel Lunenburg ·
Huis Maarsbergen ·
Marckenburg ·
Ter Meer ·
Ter Mey (Haarzuilens) ·
Huis te Mijdrecht ·
Huis te Mijnden ·
Kasteel Moersbergen ·
Kasteel Montfoort ·
Natewisch ·
Te Nesse ·
Kasteel Nijenrode ·
Nijenstein ·
Nijeveld ·
Noordwijk (Langbroek) ·
Huis te Oosterwijk ·
Oostwaard (Utrecht) ·
Op de Bol ·
Oud-Broekhuizen ·
Ridderhofstad Oudaan ·
Huis Oudegein ·
Oudenhorst ·
Plettenburg (kasteel) ·
Huis De Polle ·
Prattenburg ·
Kasteel Putkop ·
Randenbroek (park) ·
Remmerstein ·
Kasteel Renswoude ·
Rhijnauwen ·
Kasteel Rhijnestein ·
Huis Riebeek ·
Kasteel Rijnenburg ·
Rijnestein ·
Rijneveld ·
Kasteel Rijnhuizen ·
Rijningen ·
Huis Rijnsweerd ·
Rijpickerwaard · 
Kasteel Rijsenburg ·
De Roetert ·
Rumelaar ·
Kasteel Ruwiel ·
Royestein ·
Kasteel Sandenburg ·
Kasteel Schalkwijk ·
Kasteel Schonauwen ·
Schurenburg ·
Snaafburg ·
Snellenburg ·
Paleis Soestdijk ·
Steenhuis (Lopik) ·
Kasteel Sterkenburg ·
Stormerdijk ·
Landgoed Stoutenburg ·
Ten Massche ·
Valkenburg (Rhenen) ·
Huis te Velde ·
Kasteel Veldenstein ·
Hofstede te Vliet ·
Huis te Vleuten ·
Huis te Vliet (Lopik) ·
Huis te Vliet (Oudewater) ·
Vogelpoel ·
Huis te Voorn ·
Vredelant ·
Vronestein ·
Vuijlcop ·
Kasteel Walenburg ·
Wayenstein (Amerongen) ·
Kasteel Weerdenburg ·
Weerdesteyn ·
Weerestein ·
Hof ter Weyde ·
Wickenburgh ·
Wijnestein ·
Wiltenburg (Utrecht) ·
Kasteel van Woerden ·
Huis Woudenberg ·
Huis te Woudenberg (I) ·
Huis te Woudenberg (II) ·
Wulven ·
Kasteel Oud-Wulven ·
Wulvenhorst ·
Slot Zeist ·
Kasteel Zuilenburg ·
Zuileveld ·
Slot Zuylen ·
Huis Zuylenstein